# Копнин, Третьяк
Третьяк (Мина) Копни́н (? — 29 ноября 1641), русский государственный деятель, дьяк в первой половине XVII века в Ярославле, Великом Новгороде и Пскове.

## Биография
Начал службу подьячим в конце XVI в.
С октября 1608 г. служил дьяком в Ярославле, после того как князь и воевода города Ф. П. Борятинский организовал присягу ярославцев Лжедмитрию II. Ярославль до апреля 1609 г. находился под властью самозванца. За это время известно о службе дьяков Третьяка Копнина и Богдана Сутупова (известного сторонника самозванцев). 23 марта 1609 г. они и князь Ф. Борятинский отправили письмо гетману Яну Сапеге с жалобой на Ивана Волынского, который «ссорит их с литвой и поляками».
В начале апреля 1609 г. в Ярославле вспыхнуло восстание. Источники сообщают о том, что после освобождения Ярославля от «воров» 8 апреля «князь Барятинский да Богдан Сутупов побежали с остальными ворами, а взяли с собой, связав, Ивана Волынского да Третьяка Копнина, а они во всем государю прямили». Таким образом, обнаруживается некоторое противоречие в отношении дьяка Третьяка Копнина. С одной стороны, он поддерживал политику самозванца, проводимую в Ярославле Б. Сутуповым и Ф. Борятинским, с другой — его насильно забрали при отступлении «в таборы».
В 1611 — дьяк в составе посольства от Великого Новгорода в Швецию для предложения русского престола одному из шведских принцев: «дьяк, от Новгородского государства, посол к шведскому королю».
В 1615—1617 гг. вместе с М. Беклемишевым (?) — дозорщики Белозерского уезда. Затем дьяк в Великом Новгороде, в 1620—1622 участвовал в описании Каргополя и Турчасова.
Дьяк в Пскове с 27.02.1624 по 31.05.1629. Составитель отдельных книг 1624—1628 на поместные земли Псковского уезда — основного справочного материала для И. Вельяминова.
В 1620-е дьяк ряда приказов, в 1630-е служил в Вологде.
Служил дьяком до 1639 г.